# Palacio Barzizza
El palacio Barzizza es un edificio histórico italiano situado en el sestiere  de San Polo de Venecia, junto al Gran Canal, junto al Palacio Giustinian Businello y frente a palacio Dandolo Farsetti.

## Historia
El edificio se construye en el siglo XIII como casa almacén de esclavos de una rama de la familia Contarini. En el siglo XVI fue remodelada y modernizada.
En el siglo XVIII fue adquirido por los nobles Barzizza de Bérgamo, quienes reconstruyeron la parte izquierda del edificio original. En la actualidad se utiliza como residencia privada.

## Descripción
La fachada, muy modificada por las sucesivas restauraciones y reconstrucciones a lo largo de los siglos, presenta elementos propios de los estilos de distintas épocas.
En el siglo XVIII, la primera abertura de la polífora fue parcialmente cubierta y tapiada en la segunda planta noble, por lo que no se corresponde exactamente con la del primer piso.
Mientras que la parte izquierda exhibe ventanas de una abertura (monóforas) con arcos de medio punto, la parte derecha, más antigua, tiene una monófora gótica con balaustre.
La parte derecha también tenía un portal tallado, eliminado por la construcción de una terraza con vista al canal.